# Lijst van cultureel erfgoed in Rožňava
Dit is een (onvolledige) lijst van cultureel erfgoed in de Slowaakse stad Rožňava.
Deze lijst bevat objecten die beschermd zijn volgens de Slowaakse voorschriften voor monumentenzorg.

## Cultureel erfgoed
| Afbeelding | Adres & coördinaten                                                            | Object | Locale benaming                                          |
| ---------- | ------------------------------------------------------------------------------ | --- | -------------------------------------------------------- |
|            | Zijweg van Lesná (wandelpad). Rožňava Locatie.                                 | Kruisweg. Christus op de Olijfberg. ID 808-10129/1.                                                             | 1.zastavenie kríž.cesty; Kristus na hore Olivovej.       |
|            | Zijweg van Lesná (wandelpad). Rožňava Locatie.                                 | Kruisweg. De geseling van Christus. ID 808-10129/2.                                                             | 2.zastavenie kríž.cesty; Bičovanie Krista.               |
|            | Zijweg van Lesná (wandelpad). Rožňava Locatie.                                 | Kruisweg. Christus wordt gekroond met een doornenkroon. ID 808-10129/3.                                         | 3.zastavenie kríž.cesty; Korunovania Krista tŕním.       |
|            | Zijweg van Lesná (wandelpad). Rožňava Locatie.                                 | Kruisweg. Christus draagt zijn kruis. ID 808-10129/4.                                                           | 4.zastavenie kríž.cesty; Nesenie kríža.                  |
|            | Zijweg van Lesná (wandelpad). Rožňava Locatie.                                 | Kruisweg. Christus wordt gekruisigd. ID 808-10129/5.                                                            | 5.zastavenie kríž.cesty; Ukrižovanie Krista.             |
|            | Zijweg van Lesná (wandelpad). Rožňava Locatie.                                 | Kruisweg. Kapel van het heilig graf. ID 808-10129/6.                                                            | 6.zastavenie kríž.cesty; kaplnka Božieho hrobu.          |
|            | Zijweg van Lesná (wandelpad). Rožňava Locatie.                                 | Rooms-Katholieke kapel van de Moeder van Zeven Smarten (Mater Dolorosa). ID 808-10129/7.                        | R.k. P.M. Sedembolestnej; kostol Mater Dolorosa.         |
|            | Naméstie Banikov (tegenover Šafárikova.) Rožňava. Locatie.                     | Marmeren standbeeld ter nagedachtenis van Franziska Andrássy. ID 808-470/0.                                     | Andrássyová Františka; Mramorový pomník.                 |
|            | Naméstie Banikov 8. Rožňava. Locatie.                                          | Burgershuis. Rijhuis.ID 808-1497/0.                                                                             | Dom meštiansky. Radový.                                  |
|            | Naméstie Banikov 9. Rožňava. Locatie.                                          | Burgershuis. Huis Kissov. Rijhuis. ID 808-10134/0.                                                              | Kissov dom. Radový.                                      |
|            | Naméstie Banikov 10. Rožňava. Locatie.                                         | Klooster Vincentić. ID 808-2376/0.                                                                              | Kláštor vincentiek.                                      |
|            | Naméstie Banikov 11. Rožňava. Locatie.                                         | Burgershuis. Rijhuis. ID 808-10505/0.                                                                           | Dom meštiansky. Radový.                                  |
|            | Naméstie Banikov 12. Rožňava. Locatie.                                         | Burgershuis. Rijhuis. ID 808-10135/0.                                                                           | Dom meštiansky. Radový.                                  |
|            | Naméstie Banikov 15. Rožňava. Locatie.                                         | Burgershuis (hoekhuis). ID 808-10136/0.                                                                         | Dom meštiansky. Nárožný.                                 |
|            | Naméstie Banikov 17. Rožňava. Locatie.                                         | Rijhuis. Hotel: Zwarte Adelaar. ID 808-459/0.                                                                   | Hotel Čierny orol. Radový.                               |
|            | Naméstie Banikov 18. Rožňava. Locatie.                                         | Burgershuis. Rijhuis. ID 808-10137/0.                                                                           | Dom meštiansky. Radový.                                  |
|            | Naméstie Banikov 20. Rožňava. Locatie.                                         | Bisschoppelijk paleis. ID 808-464/0.                                                                            | Biskupská rezidencia.                                    |
|            | Naméstie banikov 46/20 (tegenover het bisschoppelijk paleis). Rožňava Locatie. | Beeld op een zuil: de Onbevlekte Maagd Maria. Pestzuil. ID 808-469/0.                                           | Panna Mária-Immaculata; Morový stĺp.                     |
|            | Naméstie Banikov 22. Rožňava. Locatie.                                         | Burgershuis. Rijhuis. ID 808-10138/0.                                                                           | Dom meštiansky. Radový.                                  |
|            | Naméstie Banikov 23. Rožňava. Locatie.                                         | Burgershuis. Rijhuis. ID 808-10139/0.                                                                           | Dom meštiansky. Radový.                                  |
|            | Naméstie Banikov 24. Rožňava. Locatie.                                         | Burgershuis. Rijhuis. ID 808-10140/0.                                                                           | Dom meštiansky. Radový.                                  |
|            | Naméstie Banikov 25. Rožňava. Locatie.                                         | Burgershuis. Rijhuis. ID 808-10141/0.                                                                           | Dom meštiansky. Radový.                                  |
|            | Naméstie Banikov 26. Rožňava. Locatie.                                         | Rooms-Katholieke Sint-Annakerk, Franciscanenkerk. ID 808-467/2.                                                 | R.k. sv. Anny; františkánsky.                            |
|            | Naméstie Banikov 27. Rožňava. Locatie.                                         | Burgershuis. Rijhuis. ID 808-10142/0.                                                                           | Dom meštiansky. Radový.                                  |
|            | Naméstie Banikov 29. Rožňava. Locatie.                                         | Burgershuis. Rijhuis. ID 808-10143/0.                                                                           | Dom meštiansky. Radový.                                  |
|            | Naméstie Banikov 31. Rožňava. Locatie.                                         | Burgershuis. Rijhuis. ID 808-10144/0.                                                                           | Dom meštiansky. Radový.                                  |
|            | Naméstie Banikov 32. Rožňava. Locatie.                                         | Stadhuis. ID 808-463/0.                                                                                         | Radnica.                                                 |
|            | Naméstie Banikov 34. Rožňava. Locatie.                                         | Burgershuis. Rijhuis. ID 808-10145/0.                                                                           | Dom meštiansky. Radový.                                  |
|            | Naméstie Banikov 35. Rožňava. Locatie.                                         | Herenhuis. Hoekhuis. ID 808-10146/0.                                                                            | Dom meštiansky. Nárožný.                                 |
|            | Naméstie Banikov 37. Rožňava. Locatie.                                         | Administratief gebouw. Hoekhuis. ID 808-460/0.                                                                  | Budova administratívna. Nárožná; Budova komory, mincov.  |
|            | Naméstie Banikov 38. Rožňava. Locatie.                                         | Wachttoren. ID 808-462/1.                                                                                       | Mestská veža.                                            |
|            | Naméstie Banikov 38. Rožňava. Locatie.                                         | Torenklok. ID 808-462/2.                                                                                        | Hodiny vežové.                                           |
|            | Naméstie Banikov 38. Rožňava. Locatie.                                         | Zonnewijzer. ID 808-462/3.                                                                                      | Hodiny slnečné.                                          |
|            | Naméstie Banikov 39. Rožňava. Locatie.                                         | Rooms-Katholieke Sint-Franciscus Xaveriuskerk (Leerlingenkerk). ID 808-468/0.                                   | R.k. sv. Františka Xaverského; Žiacky kostol.            |
|            | Naméstie Banikov 40, 41, 42, 43 & 44. Rožňava. Locatie.                        | Marktkraampjes, winkeltjes aan de zijkant van de Sint-Franciscus Xaveriuskerk (Leerlingenkerk). ID 808-10066/0. | Obchodíky. Krámiky pri mestskej veži.                    |
|            | Betliarska ulica 1. Rožňava. Locatie.                                          | Rooms-katholieke pastorie, parochiehuis. ID 808-10504/0.                                                        | Fara, farský dom.                                        |
|            | Betliarska ulica 2. Rožňava. Locatie.                                          | Franciscanenklooster. ID 808-467/1.                                                                             | Františkánsky.                                           |
|            | Betliarska ulica 4. Rožňava. Locatie.                                          | Herenhuis. ID 808-10130/0.                                                                                      | Dom meštiansky.                                          |
|            | Betliarska ulica 5. Rožňava. Locatie.                                          | Rooms-katholieke Kathedraal van Maria-Tenhemelopneming. ID 808-466/1.                                           | Katedrálny kostol. R.k. Nanebovzatia P.M.                |
|            | Betliarska ulica 3. Rožňava. Locatie.                                          | Vrijstaande toren van de Kathedraal van Maria-Tenhemelopneming. ID 808-466/2.                                   | Veža katedrály Nanebovzatia Panny Márie.                 |
|            | Betliarska ulica 6. Rožňava. Locatie.                                          | Hospice. ID 808-461/0.                                                                                          | Starobinec. Hospic.                                      |
|            | Betliarska ulica 8. Rožňava. Locatie.                                          | Rooms-katholiek verenigingsgebouw. ID 808-10131/0.                                                              | Dom spolkový. R.k. Býv. katolícky spolok.                |
|            | Hronca akademika ulica. Rožňava. Locatie.                                      | Begraafplaats. Grafsteen van Joanes Flor Colinasi. ID 808-2385/0.                                               | Náhrobník. Kameň; Colinasi J.                            |
|            | Hronca akademika ulica. Rožňava. Locatie.                                      | Begraafplaats. Grafsteen voor Ilona Pósch. 808-2386/0.                                                          | Náhrobník. Kameň Póschová Ilona.                         |
|            | Hronca akademika ulica 0. Rožňava. Locatie.                                    | Buskruittoren. ID 808-457/1.                                                                                    | Prachárenská veža.                                       |
|            | Hronca akademika ulica 1. Rožňava. Locatie.                                    | Gymnasium Pavol Jozef Šafárik. ID 808-4690/1.                                                                   | Gymnáz. P.J.Šafárika.                                    |
|            | Hronca akademika ulica 1. Rožňava. Locatie.                                    | Zonnewijzer. ID 808-4690/2.                                                                                     | Hodiny slnečné.                                          |
|            | Hronca akademika ulica. Rožňava. Locatie.                                      | Restanten van een kasteelmuur. ID 808-457/2.                                                                    | Jiskrova pevnosť - múr hradbový.                         |
|            | Hronca akademika ulica 3. Rožňava. Locatie.                                    | Gymnasium. Rooms-katholiek kinderziekenhuis. ID 808-10126/0.                                                    | R.k., chodbový, solitér; dom rádu prem., detská nemocni. |
|            | Hronca akademika ulica 6. Rožňava. Locatie.                                    | Rooms-katholieke Technische school. ID 808-10127.                                                               | R.k., chodbový, solitér; ekonomická škola.               |
|            | Kosu-Schoppera ulica 22. Rožňava. Locatie.                                     | Voormalig ziekenhuis. ID 808-10132/0.                                                                           | Stará nemocnica.                                         |
|            | Šafárikova ulica 2. Rožňava. Locatie.                                          | Herenhuis. Hoekhuis. ID 808-472/0.                                                                              | Dom meštiansky. Nárožný.                                 |
|            | Šafárikova ulica 3. Rožňava. Locatie.                                          | School. Voormalige evangelische meisjesschool. ID 808-10133/0.                                                  | Škola. Stredná zdravotná; Býv. ev. dievčenská šk.        |
|            | Šafárikova ulica 5. Rožňava. Locatie.                                          | Evangelische kerk. ID 808-465/0.                                                                                | Evanjelický kostol.                                      |
|            | Šafárikova ulica 31. Rožňava. Locatie.                                         | Voormalige lederfabriek Markov. Thans: Museum. ID 808-473/0.                                                    | Výroba kože; Markova továreň. Banícke múzeum.            |
|            | Šafárikova ulica 43. Rožňava. Locatie.                                         | Museum van "Mijnbouw en metallurgie in Gemer". ID 808-2375/0.                                                   | Múzeum banské - Expozicia banictva a hutnictva Gemera.   |
|            | Štítnická ulica 3. Rožňava. Locatie.                                           | Hervormde kerk. ID 808-11374/0.                                                                                 | Reformovaný kostol.                                      |
|            | Zeleného stromu ulica 14. Rožňava. Locatie.                                    | Basisschool. Voormalig evangelisch gymnasium. ID 808-10128/0.                                                   | Škola základná. Bývalé evanjelické gymnázium.            |